# Екскохлеација
Екскохлеација (од латинских речи: ex: из, cochlea: пуж, шкољака) cochlear „кашика“)  је хируршка метода  стругања или абразије промена на кожи из шупљине, кости или меког ткива коришћењем металног инструмента који на врху садржи малу оштру кашику (кохллеу) или кирету. Овом методом врши се уклања нежељена промена или чисти нека површина или шупљина од патолошког, некротичног или инфламираног ткивг и тиме подстиче зарастање ране.

## Терминологија
Термин ексохлеација се углавном налази у старијој специјалистичкој литератури и данас се ретко користи.

## Индикације
Индикације за екскохлеацију могу бити:
- уклањање кожних лезија или абнормалности у дерматологији механичким стругањем горњег слоја коже како би се елиминисале нежељене промене, као што су младежи, кератозе или друге неправилности на кожи.

- уклањање запаљеног ткива (нпр. гранулационог ткива или епитела цисте) како би се механички елиминисало жариште болести,

- освежабање ране у случајевима њеног поремећеног зарастања  (на пример, након вађења зуба).